# Borgo San Martino
Borgo San Martino – miejscowość i gmina we Włoszech, w regionie Piemont, w prowincji Alessandria.
Według danych na styczeń 2010 gminę zamieszkiwało 1436 osób przy gęstości zaludnienia 146,7 os./1 km².